# Jeżew
Jeżew – wieś w Polsce położona w województwie łódzkim, w powiecie poddębickim, w gminie Zadzim. Miejscowość położona jest na Wysoczyźnie Łaskiej.
wieś jest siedziba sołectwa Jeżew.

## Historia
Pierwsza wzmianka o Jeżewie, który wraz z sąsiednim Kłoniszewem był własnością Porajów Jeżewskich, pochodzi z 1386 roku. Zawisza z Jeżewa był w latach 1405-1416 wojskim mniejszym sieradzkim, a Jan z Jeżewa w latach 1437-1454 podczaszym sieradzkim. W XVIII wieku Jeżew był własnością Radoszewskich, a następnie aż do II wojny światowej Wituskich. 
4 grudnia 1863 roku w lasach jeżewskich (między Jeżewem a Kłoniszewem) starł się z Rosjanami oddział kpt. Jana Birtusa i Żuława liczący 62 jeźdźców. W czasie bitwy ranny Jan Birtus dostał się do niewoli i został rozstrzelany w Łodzi. Na miejscu bitwy znaleziono ciała 5 powstańców. Rozpoznano: Kaczajkę z Prusinowic, lat 24 i Walerego Rugaczewskiego z Puczniewa, lat 22. Nie ma mogiły poległych.
Ostatnim właścicielem majątku Jeżew był Feliks Wituski, który w 1917 roku odkupił go od swego ojca, także Feliksa. W 1945 roku majątek przeszedł na własność państwa.  
W latach 1954–1966 wieś należała i była siedzibą władz gromady Jeżew, po jej zniesieniu w wyniku przeniesienia siedziby w gromadzie Kłoniszew. W latach 1975–1998 miejscowość administracyjnie należała do województwa sieradzkiego. 
W 2012 roku we wsi Jeżew kręcone były sceny do filmu Ida, który zdobył Oskara w 2014 roku w kategorii Najlepszy film nieanglojęzyczny.
W 2020 roku na przystanku PKS w Jeżewie w ramach projektu "Folkowe przystanki - śródpolne galerie" powstały wielkoformatowe reprodukcje obrazów Stanisława Wyspiańskiego Słoneczniki i Portret Józia Feldmana. Organizatorem projektu jest Fundacja Tu Brzoza z Nowego Pudłowa koło Poddębic, a autorem reprodukcji jest Sylwester Stabryła.

## Urodzeni w Jeżewie
- Krystyna Wituska (1920–1944)  – żołnierz wywiadu Armii Krajowej.